# NGC 7269
NGC 7269 (другие обозначения — PGC 68841, MCG -2-57-5, IRAS22231-1325) — спиральная галактика (Sb) в созвездии Водолей.
Этот объект входит в число перечисленных в оригинальной редакции «Нового общего каталога».